# Pacific Explorer
El Pacific Explorer (anteriormente conocido como Dawn Princess)  es un crucero de la clase Sun operado recientemente por P&O Cruises Australia, filial de Carnival Corporation & plc. Fue construido en el astillero Fincantieri, Italia, en 1997, y cuenta con ocho restaurantes, cuatro piscinas, cinco jacuzzis/spas/jacuzzis, siete salones y bares, y dos centros para niños.
Es el barco gemelo del Sun Princess y  Oceana de P&O Cruises (antes Ocean Princess) y Sea Princess. El Pacific Explorer y el Sun Princess se diferencian del Oceana y el Sea Princess por tener alas de puente exteriores. El Oceana y Sea Princess tienen alas de puente internas.
2025, el barco fue compra de Resorts World Cruises.